# Німецький музей гірничої справи
Німецький музей гірничої справи (нім. Deutsche Bergbau-Museum Bochum) — музей гірничої справи, розташований в Бохумі (Німеччина).
У 2012 році музей відвідали 365 тисяч людей. Площа надземної частини музею складає 12 тисяч кв. м, а довжина штреків — 2,5 км (850 м яких доступні для відвідувань).
Гірський музей також є науково-дослідним інститутом в області гірської археології і археометрії, і як інститут має членство в Товаристві Лейбніца . В архіві музею зберігаються документи з історії гірничої справи.
Піклувальниками музею є DMT-Gesellschaft für Lehre und Bildung mbH (DMT-LB) та місто Бохум. Бюджет музею в 2013 році склав 10,5 млн євро, з яких по 39% було внесено з федерального бюджету і бюджету земель і по 11% з бюджету міста Бохум і DMT-LB. У 2012 році в музеї працювало 140 співробітників.